# U-Bahnhof Moosacher St.-Martins-Platz
Der U-Bahnhof Moosacher St.-Martins-Platz ist ein Bahnhof der U-Bahn München am Moosacher St.-Martins-Platz.
Baubeginn der U-Bahn-Strecke vom Olympia-Einkaufszentrum zum Bahnhof Moosach war am 7. Oktober 2004. Erstellt wurde der Bahnhof in der Schlitzwand-Deckelbauweise, der Tunnel im Schildvortrieb. Ursprünglich war der Name Leipziger Straße für den Haltepunkt vorgesehen, während der Bauphase entschied man sich allerdings für die aktuelle Bezeichnung. Der U-Bahnhof wurde am 11. Dezember 2010 mit der Verlängerung der Linie U3 vom Olympia-Einkaufszentrum nach Moosach eröffnet.
Die künstlerische Ausgestaltung der Wände stammt von dem japanischen Künstler Masayuki Akiyoshi. Zu sehen ist ein Mosaik aus 76.200 Fotos, die alle in Moosach aufgenommen wurden.
| Linie | Linienverlauf |
| ----- | --- |
| U3    | Moosach – (797 m) – Moosacher St.-Martins-Platz – (880 m) – Olympia-Einkaufszentrum – (1416 m) – Oberwiesenfeld – (1061 m) – Olympiazentrum – (944 m) – Petuelring – (832 m) – Scheidplatz – (793 m) – Bonner Platz – (1042 m) – Münchner Freiheit – (579 m) – Giselastraße – (744 m) – Universität – (788 m) – Odeonsplatz – (640 m) – Marienplatz – (884 m) – Sendlinger Tor – (843 m) – Goetheplatz – (677 m) – Poccistraße – (624 m) – Implerstraße – (849 m) – Brudermühlstraße – (1149 m) – Thalkirchen – (1129 m) – Obersendling – (785 m) – Aidenbachstraße – (782 m) – Machtlfinger Straße – (1195 m) – Forstenrieder Allee – (808 m) – Basler Straße – (936 m) – Fürstenried West |